# درایتون پلینز (میشیگان)
درایتون پلینز (به انگلیسی: Drayton Plains) یک منطقهٔ مسکونی در ایالات متحده آمریکا است که در میشیگان واقع شده‌است. درایتون پلینز ۲۹۵ متر بالاتر از سطح دریا واقع شده‌است.